# تجميع ألفا

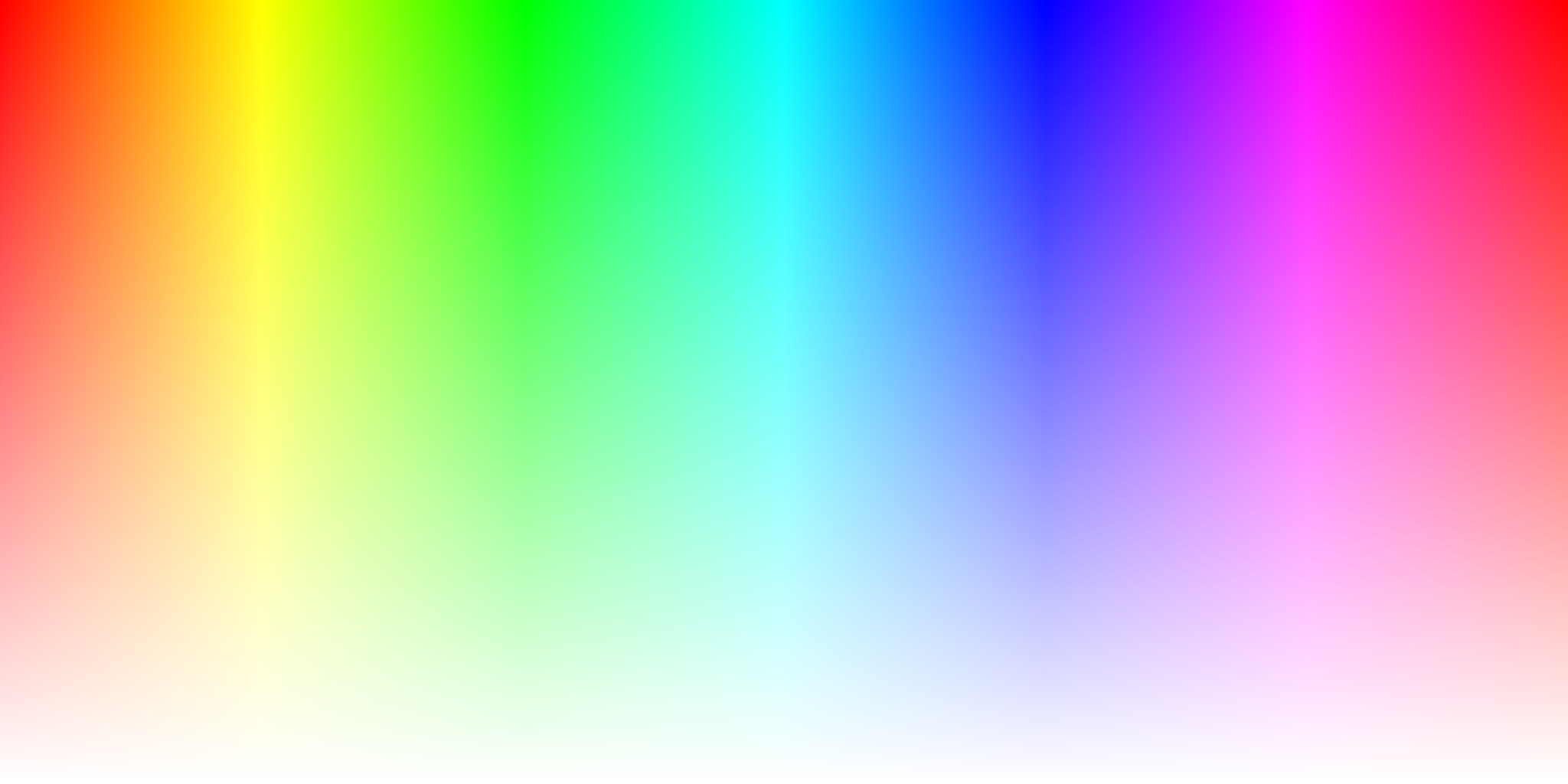
تنقسم قناة ألفا للصورة إلى الصفر عند قاعدتها.

في الرسوميات الحاسوبية، تركيب ألفا أو تجميع ألفا هي عملية دمج صورة مع خلفية لإنشاء مظهر شفافية جزئية أو كاملة.  من المفيد في كثير من الأحيان تصيير عناصر الصورة في ممرات منفصلة، ثم دمج الصور ثنائية الأبعاد المتعددة الناتجة في صورة واحدة نهائية تسمى المركب. على سبيل المثال، يتم استخدام التركيب على نطاق واسع عند دمج عناصر الصورة المصنعة بواسطة الكمبيوتر مع لقطات حية.
من أجل دمج عناصر الصورة هذه بشكل صحيح، من الضروري الاحتفاظ بماتي (Matte (filmmaking)) مرتبطة بكل عنصر. هذه الماتي تحتوي على معلومات التغطية - شكل الشكل الهندسي الذي يتم رسمه - مما يجعل من الممكن التمييز بين أجزاء من الصورة حيث تم رسم الشكل الهندسي بالفعل وأجزاء أخرى من الصورة فارغة.

## الوصف
لكي تخزن معلومات الماتي، تم تقديم مفهوم قناة ألفا بواسطة ألفي راي سميث (Alvy Ray Smith) في أواخر السبعينيات، وتم تطويرها بالكامل في عام 1984 من قبل توماس ك. بورتر (Thomas K. Porter) وتوم داف. في عنصر الصورة ثنائية الأبعاد، الذي يخزن لونًا لكل بكسل، يتم تخزين بيانات إضافية في قناة ألفا بقيمة تتراوح بين 0 و 1. تعني القيمة 0 أن البكسل ليس به أي معلومات عن التغطية وهو شفاف؛ أي أنه لم يكن هناك أي مساهمة في اللون من أي شكل هندسي لأن الشكل الهندسي لم يتداخل مع هذه البكسل. تعني القيمة 1 أن البكسل غير شفاف لأن الشكل الهندسي يتداخل بشكل كامل مع البكسل.
إذا تم استخدام قناة ألفا في صورة، فهناك ثمثيلان شائعان متاحان: ألفا  مستقيم (غير مقترن)، وألفا مسبقة المضاعفة (مقترن).

## معرض صور

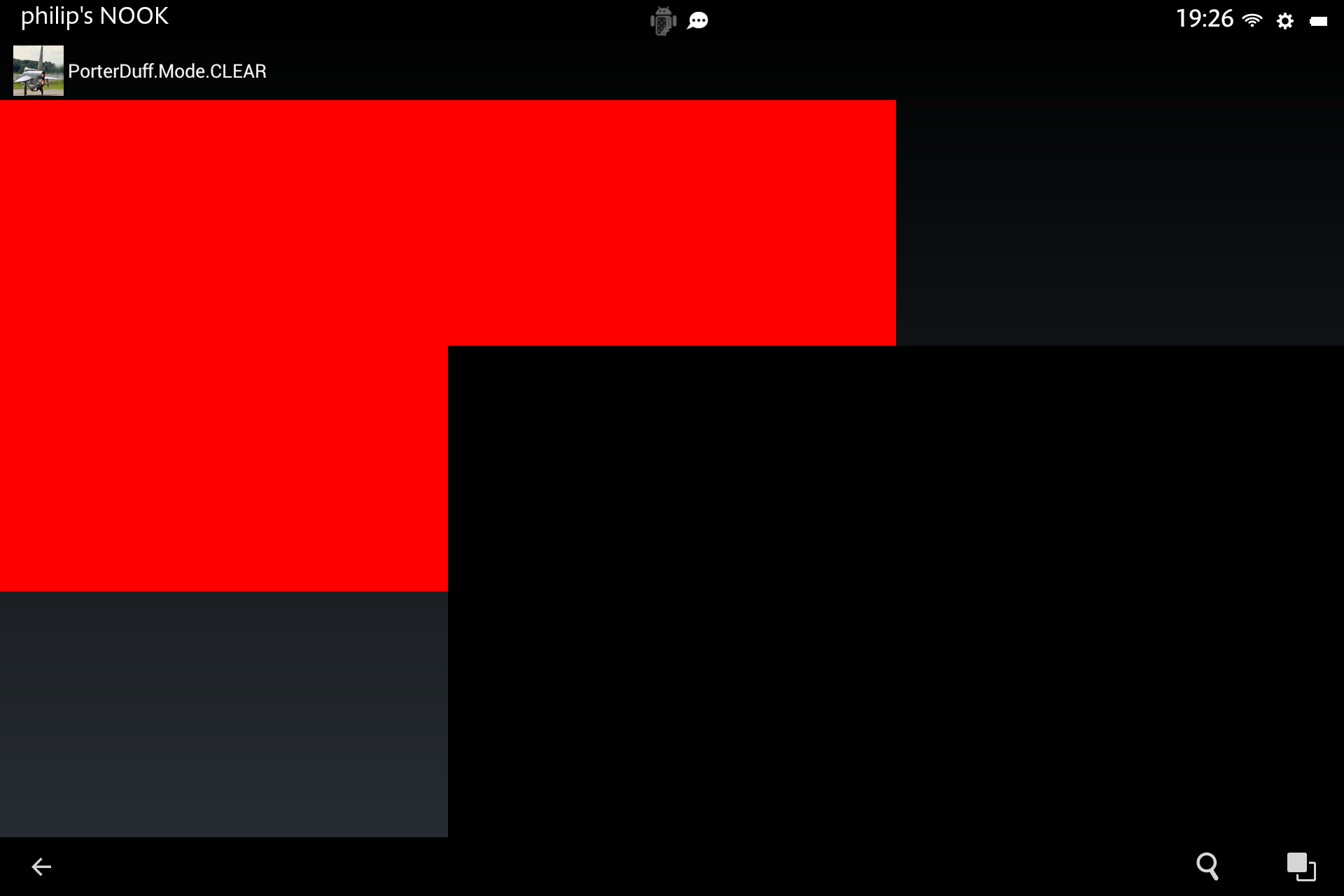
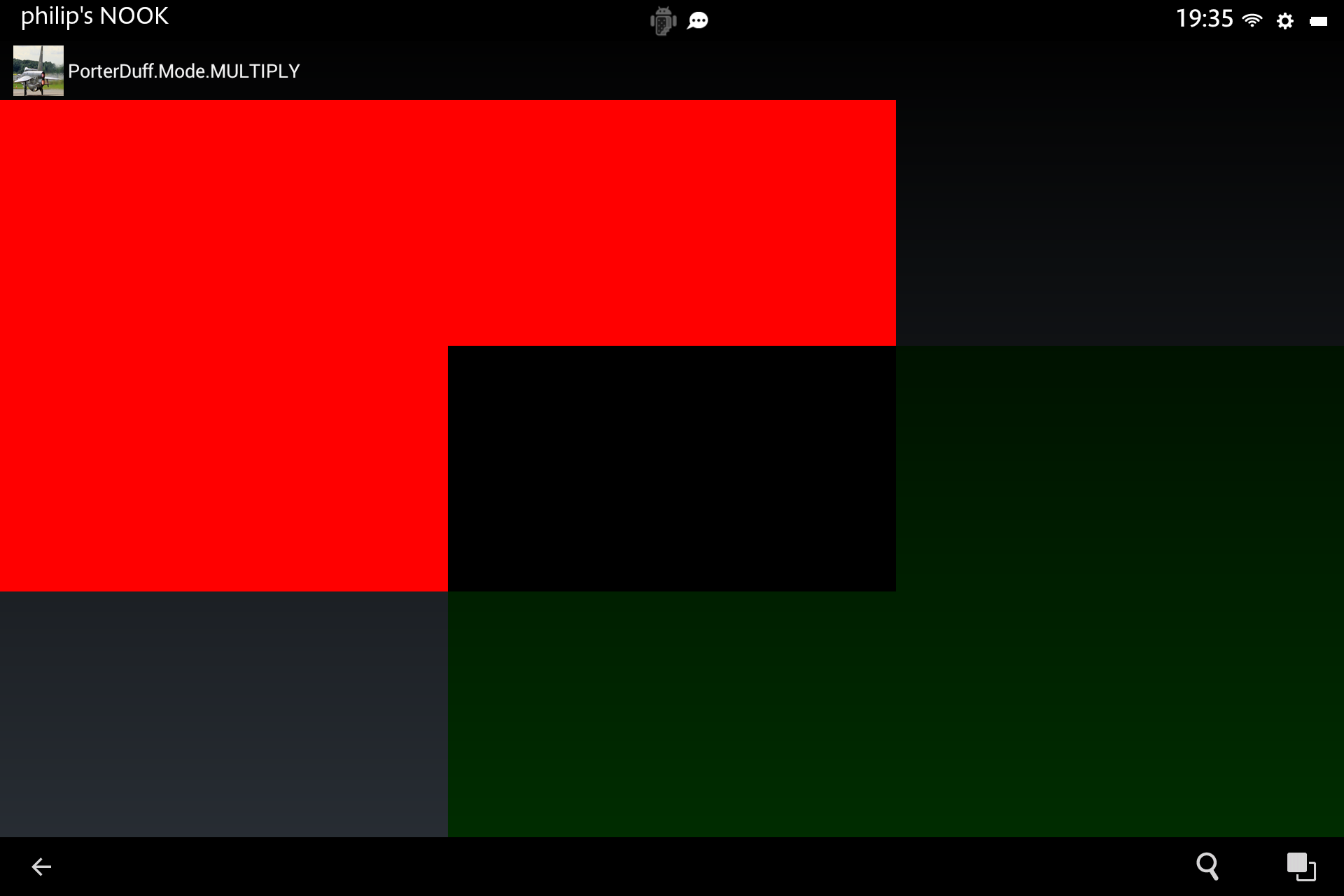
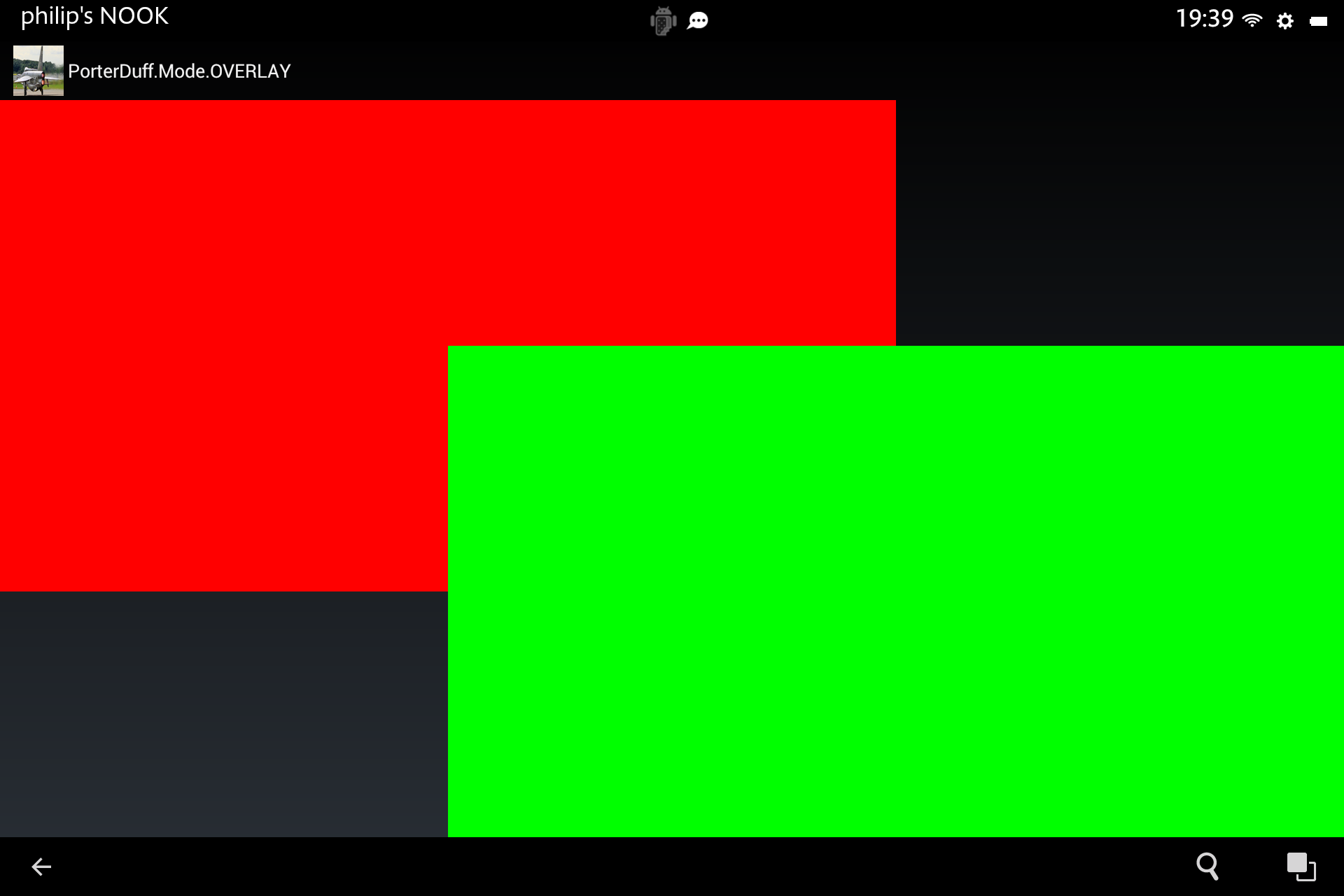
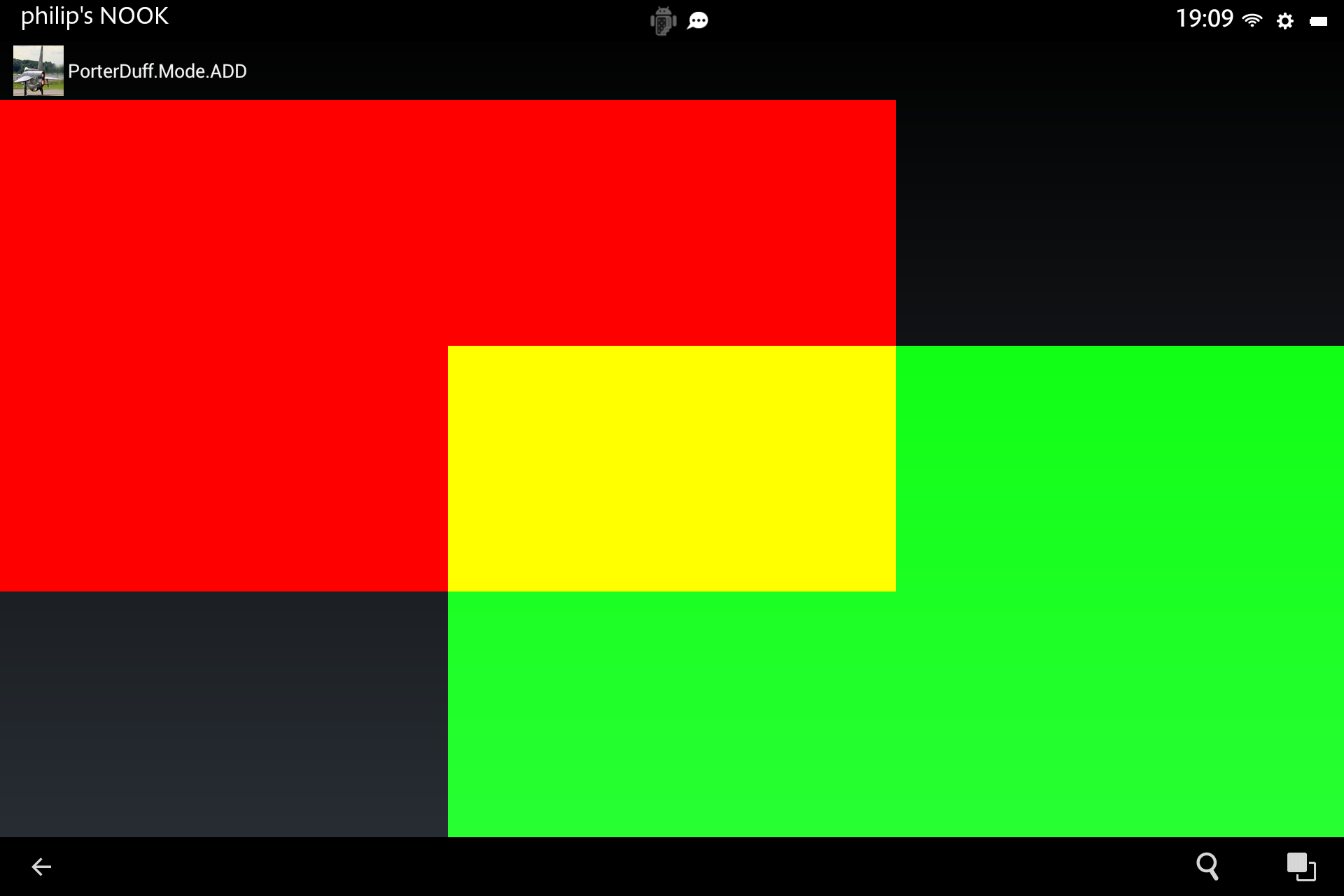

## روابط خارجية
- Compositing Digital Images - Thomas Porter and Tom Duff (Original Paper)
- Image Compositing Fundamentals
- Understand Compositing and Color extensions in SVG 1.2 in 30 minutes!
- Alpha Matting and Premultiplication